# Los Vaqueros, el Regreso Tour
El Los Vaqueros: El Regreso Tour es el quinto tour mundial del dúo de reguetón Wisin & Yandel para promocionar su séptimo álbum de estudio Los Vaqueros: el regreso. Esta gira incluyó su primera gira oficial en estadios de Estados Unidos y su primera presentación como cabezas de cartel en México, Colombia y Venezuela.

## Descripción general
La gira incluyó su primera gira por estadios en los Estados Unidos. El concierto en Los Ángeles estableció un récord de asistencia para un grupo hispano en el Staples CenterThe New York Times dio una critica positiva a su concierto en el Central Park de Nueva York y tituló el artículo Dos Romeos enamoran al mundo al ritmo de un reggaeton lleon de adrenalina. Además, se informó que el concierto se agoto. 
En México, actuaron en la Plaza de Toros, convirtiéndose en el primer grupo en hacerlo.  Alrededor de 10,000 fanaticos se hicieron presentes en su concierto en Maracay.

## Fechas de la gira
| Fecha                   | Ciudad              | País           | Lugar                                 |
| Latinoamérica           | Latinoamérica       | Latinoamérica  | Latinoamérica                         |
| ----------------------- | ------------------- | -------------- | ------------------------------------- |
| 27 de enero de 2011     | Arecibo             | Puerto Rico    | Coliseo Manuel Iguina                 |
| 28 de enero de 2011     | Ponce               | Puerto Rico    | La Guancha                            |
| 11 de febrero de 2011   | Guadalajara         | México         | Auditorio Telmex                      |
| 12 de febrero de 2011   | Ciudad de México    | México         | Plaza de toros Monumental de México   |
| 19 de febrero de 2011   | Morelia             | México         | Plaza Monumental de Morelia           |
| 20 de febrero de 2011   | Acapulco            | México         | Forum de Mundo Imperial               |
| 26 de marzo de 2011     | Ciudad de Panamá    | Panama         | Centro de Convenciones Figali         |
| Europa                  |                     |                |                                       |
| 7 de abril de 2011      | Barcelona           | España         | Forum Building                        |
| 8 de abril de 2011      | Milán               | Italia         | Palasharp Arena                       |
| 9 de abril de 2011      | Roma                | Italia         | Spazio Atlantico                      |
| 10 de abril de 2011     | París               | Francia        | Zénith de Paris                       |
| Latinoamérica           |                     |                |                                       |
| 20 de mayo de 2011      | Medellín            | Colombia       | Lote Contiguo Ayura Motor             |
| Norteamérica            |                     |                |                                       |
| 3 de junio de 2011      | Miami               | Estados Unidos | American Airlines Arena               |
| 4 de junio de 2011      | Rosemont            | Estados Unidos | Rosemont Theatre                      |
| 9 de junio de 2011      | Los Ángeles         | Estados Unidos | Nokia Theatre                         |
| 10 de junio de 2011     | Los Ángeles         | Estados Unidos | Nokia Theatre                         |
| 11 de junio de 2011     | San Diego           | Estados Unidos | Valley View Casino Center             |
| 12 de junio de 2011     | Paradise            | Estados Unidos | Mandalay Bay Resort                   |
| 16 de junio de 2011     | Houston             | Estados Unidos | Club Escapade                         |
| 17 de junio de 2011     | Grand Prairie       | Estados Unidos | Verizon Theatre                       |
| 18 de junio de 2011     | San Antonio         | Estados Unidos | AT&T Center                           |
| 19 de junio de 2011     | Laredo              | Estados Unidos | Laredo Energy Arena                   |
| 24 de junio de 2011     | Newark              | Estados Unidos | Prudential Center                     |
| 25 de junio de 2011     | Springfield         | Estados Unidos | MassMutual Center                     |
| Latinoamérica           |                     |                |                                       |
| 5 de agosto de 2011     | Managua             | Nicaragua      | Forum Mundo E                         |
| 6 de agosto de 2011     | Ciudad de Guatemala | Guatemala      | Forum Mundo E                         |
| 13 de agosto de 20111   | Nueva York          | Estados Unidos | Central Park                          |
| 29 de octubre de 2011   | Tegucigalpa         | Honduras       | Estadio Chochi Sosa                   |
| 12 de noviembre de 2011 | Acapulco            | Mexico         |                                       |
| 1 de diciembre de 2011  | Maracay             | Venezuela      | Estadio Olímpico Hermanos Ghersi Páez |
| 2 de diciembre de 2011  | San Juan            | Puerto Rico    | Coliseo de Puerto Rico                |
| 3 de diciembre de 2011  | San Juan            | Puerto Rico    | Coliseo de Puerto Rico                |
| 4 de diciembre de 2011  | San Juan            | Puerto Rico    | Coliseo de Puerto Rico                |
| 24 de enero de 2012     | Los Ángeles         | Estados Unidos | Staples Center                        |
| 20 de febrero de 2012   | Veracruz            | México         | Gran Plaza del Malecón                |
| 17 de marzo de 2012     | Ciudad de Guatemala | Guatemala      | Estadio Cementos Progreso             |
| 27 de abril de 2012     | Valledupar          | Colombia       | Parque de la Leyenda Vallenata        |

### Datos de taquilla
| Ciudad     | Pais           | Asistencia            | Taquillas  |
| ---------- | -------------- | --------------------- | ---------- |
| San Juan   | Puerto Rico    | 37 689 / 39 357 (96%) | $2 398 560 |
| Miami      | Estados Unidos | 12 779 / 13 405 (95%) | $769 080   |
| Nueva York | Estados Unidos | 11 952 / 13 046 (92%) | $977 515   |
| Total      | Total          | 62 420 / 65 808 (95%) | $4 145 155 |

## Conciertos cancelados
| Fecha                    | Ciudad                  | País        | Evento                          | Razón      |
| ------------------------ | ----------------------- | ----------- | ------------------------------- | ---------- |
| 5 de mayo de 2011        | Villahermosa            | México      | Parque Tabasco                  | Enfermedad |
| 11 de mayo de 2011       | San Luis Potosí         | México      | Centro de Convenciones de SLP   | Enfermedad |
| 13 de mayo de 2011       | Mérida                  | México      | Estadio Carlos Iturralde Rivero | Enfermedad |
| 30 de junio de 2011      | San Felipe              | Venezuela   | Estadio Florentino Oropeza      | Enfermedad |
| 29 de julio de 2011      | León de Los Aldama      | México      | Poliedro De Leon                | Enfermedad |
| 30 de julio de 2011      | Puebla                  | México      | Auditorio Siglo XXI             | Enfermedad |
| 31 de julio de 2011      | Tuxtla Gutiérrez        | México      | Estadio Víctor Manuel Reyna     | Enfermedad |
| 16 de septiembre de 2011 | Cochabamba              | Bolivia     | Estadio Félix Capriles          | Enfermedad |
| 17 de septiembre de 2011 | Santa Cruz de la Sierra | Bolivia     | Estadio Ramón Aguilera Costas   | Enfermedad |
| 21 de septiembre de 2011 | San Miguel              | El Salvador | Estadio Juan Francisco Barraza  | Enfermedad |